# Laponie de l'Est
La Laponie de l'Est (finnois : Itä-Lapin seutukunta) est une sous-région de la Laponie en Finlande. 
Au niveau 1 (LAU 1) des unités administratives locales définies par l'Union européenne elle porte le numéro 194.

## Municipalités
La sous-région de Laponie de l'Est est composé de 3 municipalités:
| Blason                          | Municipalité                 |
| ------------------------------- | ---------------------------- |
| Blason de Kemijärvi.vaakuna.svg | Kemijärvi (ville)            |
| Blason de Pelkosenniemi         | Pelkosenniemi (municipalité) |
| Blason de Posio                 | Posio (municipalité)         |
| Blason de Salla                 | Salla (municipalité)         |
| Blason de Savukoski             | Savukoski (municipalité)     |

## Population
Depuis 1980, l'évolution démographique de la sous-région de Laponie de l'Est est la suivante:
| Année      | 1980   | 1985   | 1990   | 1995   | 2000   | 2005   | 2010   |
| ---------- | ------ | ------ | ------ | ------ | ------ | ------ | ------ |
| population | 29 359 | 28 998 | 27 385 | 25 885 | 22 943 | 20 527 | 18 641 |

## Politique
Les résultats de l'élection présidentielle finlandaise de 2018:
- Sauli Niinistö   54.3%
- Paavo Väyrynen   16.2%
- Matti Vanhanen   10.5%
- Merja Kyllönen   5.9%
- Laura Huhtasaari   5.6%
- Pekka Haavisto   4.7%
- Tuula Haatainen   2.7%
- Nils Torvalds   0.3%